# Mount Jackson, Western Australia
Mount Jackson är ett berg i Australien. Det ligger i regionen Yilgarn och delstaten Western Australia, omkring 380 kilometer nordost om delstatshuvudstaden Perth. Toppen på Mount Jackson är 605 meter över havet.
Mount Jackson är den högsta punkten i trakten. Trakten runt Mount Jackson är nära nog obefolkad, med mindre än två invånare per kvadratkilometer.. 
Omgivningarna runt Mount Jackson är i huvudsak ett öppet busklandskap. Genomsnittlig årsnederbörd är 330 millimeter. Den regnigaste månaden är januari, med i genomsnitt 54 mm nederbörd, och den torraste är april, med 16 mm nederbörd.